# 여수시의 국회의원
1948년 제1대 국회의원 선거 당시에는 지역구가 "여수군"이었고, 1949년 여수읍이 여수시로 분리, 승격되고 여수군이 여천군으로 개칭되었다. 따라서 1950년 제2대 국회의원 선거 당시 지역구는 여수시와 여천군으로 각각 분리되었다.

## 행정구역 변천
- 1945년 8월 15일 전라남도 여수군
- 1949년 8월 14일 여수군 여수읍이 여수부로 승격, 여수군은 여천군으로 개칭
- 1949년 8월 15일 여수부를 여수시로 개칭
- 1986년 1월 1일 여천군 삼일읍·쌍봉면이 여천시로 승격
- 1998년 4월 1일 여수시·여천시·여천군을 통합 여수시 설치

## 여수시의 역대 국회의원 일람
| 대수         | 이름           | 소속정당           | 임기                               | 선거구역 |
| ------------ | -------------- | ------------------ | ---------------------------------- | --- |
| 제1대        | 김문평(金汶秤) | 대한독립촉성국민회 | 1948년 5월 31일 ~ 1950년 5월 30일  | 여수군 갑: 여수읍 쌍봉면 삼일면 소라면 |
| 제1대        | 황병규(黃炳珪) | 무소속             | 1948년 5월 31일 ~ 1950년 5월 30일  | 여수군 을: 율촌면 화양면 돌산면 남면 화정면 삼산면                                                                                                 |
| 제2대        | 정재완(鄭在浣) | 무소속             | 1950년 5월 31일 ~ 1954년 5월 30일  | 여수시 일원 |
| 제2대        | 황병규(黃炳珪) | 대한국민당         | 1950년 5월 31일 ~ 1954년 5월 30일  | 여천군 일원 |
| 제3대        | 정재완(鄭在浣) | 무소속             | 1954년 5월 31일 ~ 1958년 5월 30일  | 여수시 일원 |
| 제3대        | 김철주(金哲柱) | 무소속             | 1954년 5월 31일 ~ 1958년 5월 30일  | 여천군 일원 |
| 제4대        | 정재완(鄭在浣) | 민주당             | 1958년 5월 31일 ~ 1960년 7월 28일  | 여수시 일원 |
| 제4대        | 이은태(李恩泰) | 자유당             | 1958년 5월 31일 ~ 1960년 7월 28일  | 여천군 일원 |
| 제5대 민의원 | 정재완(鄭在浣) | 민주당             | 1960년 7월 29일 ~ 1961년 5월 16일  | 여수시 일원 |
| 제5대 민의원 | 김우평(金佑枰) | 민주당             | 1960년 7월 29일 ~ 1961년 5월 16일  | 여천군 일원 |
| 제6대        | 이우헌(李于憲) | 민주공화당         | 1963년 12월 17일 ~ 1967년 6월 30일 | 여수시·여천군 일원 |
| 제7대        | 이우헌(李于憲) | 민주공화당         | 1967년 7월 1일 ~ 1971년 6월 30일   | 여수시·여천군 일원 |
| 제8대        | 김상영(金尙榮) | 민주공화당         | 1971년 7월 1일 ~ 1972년 10월 17일  | 여수시 일원(제4선거구) |
| 제8대        | 김중태(金重泰) | 민주공화당         | 1971년 7월 1일 ~ 1972년 10월 17일  | 여천군 일원(제5선거구) |
| 제9대        | 박병효(朴炳涍) | 신민당             | 1973년 3월 12일 ~ 1979년 3월 11일  | 여수시·여천군·광양군 일원(제3선거구) |
| 제9대        | 김상영(金尙榮) | 민주공화당         | 1973년 3월 12일 ~ 1979년 3월 11일  | 여수시·여천군·광양군 일원(제3선거구) |
| 제10대       | 이도선(李道先) | 민주공화당         | 1979년 3월 12일 ~ 1980년 10월 27일 | 여수시·여천군·광양군 일원(제3선거구) |
| 제10대       | 박병효(朴炳涍) | 신민당             | 1979년 3월 12일 ~ 1980년 10월 27일 | 여수시·여천군·광양군 일원(제3선거구) |
| 제11대       | 신순범(愼順範) | 안민당             | 1981년 4월 11일 ~ 1985년 4월 10일  | 여수시·여천군·광양군 일원(제4선거구) |
| 제11대       | 김재호(金在鎬) | 민주정의당         | 1981년 4월 11일 ~ 1985년 4월 10일  | 여수시·여천군·광양군 일원(제4선거구) |
| 제12대       | 김재호(金在鎬) | 민주정의당         | 1985년 4월 11일 ~ 1988년 5월 29일  | 여수시·여천군·광양군 일원(제4선거구) |
| 제12대       | 신순범(愼順範) | 신한민주당         | 1985년 4월 11일 ~ 1988년 5월 29일  | 여수시·여천군·광양군 일원(제4선거구) |
| 제13대       | 김충조(金忠兆) | 평화민주당         | 1988년 5월 30일 ~ 1992년 5월 29일  | 여수시 일원 |
| 제13대       | 신순범(愼順範) | 평화민주당         | 1988년 5월 30일 ~ 1992년 5월 29일  | 여천시·여천군 일원 |
| 제14대       | 김충조(金忠兆) | 민주당             | 1992년 5월 30일 ~ 1996년 5월 29일  | 여수시 일원 |
| 제14대       | 신순범(愼順範) | 민주당             | 1992년 5월 30일 ~ 1996년 5월 29일  | 여천시·여천군 일원 |
| 제15대       | 김충조(金忠兆) | 새정치국민회의     | 1996년 5월 30일 ~ 2000년 5월 29일  | 여수시 일원 |
| 제15대       | 김성곤(金星坤) | 새정치국민회의     | 1996년 5월 30일 ~ 2000년 5월 29일  | 여천시·여천군 일원 |
| 제16대       | 김충조(金忠兆) | 새천년민주당       | 2000년 5월 30일 ~ 2004년 5월 29일  | 여수시 일원 |
| 제17대       | 김성곤(金星坤) | 열린우리당         | 2004년 5월 30일 ~ 2008년 5월 29일  | 여수시 갑: 돌산읍 남면 삼산면 동문동 한려동 중앙동 충무동 광림동 서강동 대교동 국동 월호동 여서동 문수동                                           |
| 제17대       | 주승용(朱昇鎔) | 열린우리당         | 2004년 5월 30일 ~ 2008년 5월 29일  | 여수시 을: 소라면 율촌면 화양면 화정면 미평동 둔덕동 만덕동 쌍봉동 시전동 여천동 주삼동 삼일동 묘도동                                              |
| 제18대       | 김성곤(金星坤) | 통합민주당         | 2008년 5월 30일 ~ 2012년 5월 29일  | 여수시 갑: 돌산읍 남면 삼산면 동문동 한려동 중앙동 충무동 광림동 서강동 대교동 국동 월호동 여서동 문수동                                           |
| 제18대       | 주승용(朱昇鎔) | 통합민주당         | 2008년 5월 30일 ~ 2012년 5월 29일  | 여수시 을: 소라면 율촌면 화양면 화정면 미평동 둔덕동 만덕동 쌍봉동 시전동 여천동 주삼동 삼일동 묘도동                                              |
| 제19대       | 김성곤(金星坤) | 민주통합당         | 2012년 5월 30일 ~ 2016년 5월 29일  | 여수시 갑: 돌산읍 남면 삼산면 동문동 한려동 중앙동 충무동 광림동 서강동 대교동 국동 월호동 여서동 문수동                                           |
| 제19대       | 주승용(朱昇鎔) | 민주통합당         | 2012년 5월 30일 ~ 2016년 5월 29일  | 여수시 을: 소라면 율촌면 화양면 화정면 미평동 둔덕동 만덕동 쌍봉동 시전동 여천동 주삼동 삼일동 묘도동                                              |
| 제20대       | 이용주(李勇周) | 국민의당           | 2016년 5월 30일 ~ 2020년 5월 29일  | 여수시 갑: 돌산읍 남면 삼산면 동문동 한려동 중앙동 충무동 광림동 서강동 대교동 국동 월호동 여서동 문수동 미평동 만덕동                             |
| 제20대       | 주승용(朱昇鎔) | 국민의당           | 2016년 5월 30일 ~ 2020년 5월 29일  | 여수시 을: 소라면 율촌면 화양면 화정면 둔덕동 쌍봉동 시전동 여천동 주삼동 삼일동 묘도동                                                            |
| 제21대       | 주철현(朱哲鉉) | 더불어민주당       | 2020년 5월 30일 ~ 2024년 5월 29일  | 여수시 갑: 돌산읍 남면 삼산면 동문동 한려동 중앙동 충무동 광림동 서강동 대교동 국동 월호동 여서동 문수동 미평동 만덕동 삼일동 묘도동               |
| 제21대       | 김회재(金會在) | 더불어민주당       | 2020년 5월 30일 ~ 2024년 5월 29일  | 여수시 을: 소라면 율촌면 화양면 화정면 둔덕동 쌍봉동 시전동 여천동 주삼동                                                                          |
| 제22대       | 주철현(朱哲鉉) | 더불어민주당       | 2024년 5월 30일 ~                  | 여수시 갑: 돌산읍 남면 삼산면 화정면 둔덕동 동문동 한려동 중앙동 충무동 광림동 서강동 대교동 국동 월호동 여서동 문수동 미평동 만덕동 삼일동 묘도동 |
| 제22대       | 조계원(趙啓垣) | 더불어민주당       | 2024년 5월 30일 ~                  | 여수시 을: 소라면 율촌면 화양면 쌍봉동 시전동 여천동 주삼동                                                                                        |

## 같이 보기
- 여수시 (1988년 선거구)
- 여천시·여천군
- 여수시 갑
- 여수시 을
- 광양시의 국회의원
- 순천시의 국회의원
- 고흥군의 국회의원
- 보성군의 국회의원
- 여천시의 국회의원
- 여천군의 국회의원